# The Children (film)
The Children is een Britse horrorfilm uit 2008 onder regie van Tom Shankland. Hoofdrollen worden vertolkt door Eva Birthistle, Rachel Shelley en Hannah Tointon.

## Verhaal
Elaine (Eva Birthistle) en Jonah (Stephen Campbell Moore) gaan met hun kinderen Casey (Hannah Tointon), Paulie (William Howes) en Miranda (Eva Sayer) logeren bij Elaines zus Chloe (Rachel Shelley), haar man Rob (Jeremy Sheffield) en hun kinderen Nicky (Jake Hathaway) en Leah (Raffiella Brooks). Zij hebben een huis in de bossen. Samen willen ze het aankomende nieuwjaar vieren. Niet iedereen is enthousiast. Elaine en Chloe vinden het leuk elkaar te zien en drie van de vier kleuters gaan meteen samen spelen, maar puber Casey was liever naar een feest gegaan met haar vriendin Lisa. Daarbij is Jonah niet haar echte vader, maar de nieuwe man van haar moeder. Ze mag hem helemaal niet. Stiekem belt ze Lisa op om haar de volgende middag aan de rand van het bos op te komen halen. Paulie voelt zich niet lekker en moet bij aankomst overgeven. Daarna blijft hij zich afzijdig houden. De vrouwen denken dat hij wagenziek en dat het wel bijtrekt, maar hij begint alleen maar steeds obsessiever op zijn speelgoedklokkenspel te slaan.
Rob zet buiten een tent op voor de kinderen om in te spelen. Leah en Nicky blijken inmiddels ook het kuchje te hebben opgelopen waar Paulie mee loopt. Miranda voelt zich totaal niet op haar gemak in de buurt van de andere, haar steeds aanstarende kinderen. Poes Jinxie lijkt onvindbaar, maar de kleuters hebben haar halsbandje verstopt in de tent hangen. Miranda wordt als laatste ook misselijk. Ze was dol op de 'gouden sterren' die Chloe haar steeds in het vooruitzicht stelde voor goed gedrag, maar krabt haar plotseling in het gezicht. Daarna wordt Miranda totaal hysterisch en is ze een tijd niet te kalmeren.
Na een nacht slapen, lijken de gemoederen bedaard en maakt iedereen buiten plezier in de sneeuw. Er beginnen alleen vreemde ongelukken te gebeuren. Chloe krijgt plotseling een slee tegen haar kuit die met behoorlijke vaart van een helling af is komen zeilen. Rob staat het ene moment met de kraaiende kinderen te spelen, maar komt een moment later hard de helling afgeroetsjt terwijl hij met zijn hoofd vooruit en zijn buik op de slee ligt. Beneden wordt er een emmertje waar een hark uitsteekt een beetje verschoven en Rob vliegt er met zijn hoofd vol op. Vanwege het geschreeuw rennen Chloe en Elaine naar buiten en zien Rob met een zware hoofdwond en omgeven door bloed in de sneeuw liggen. Paulie, Nicky en Leah rennen gillend het bos in en uit zicht. Rob sterft. Elaine gaat de kinderen zoeken. ALs ze Casey tegenkomt, vraagt ze haar naar het ongeluk. Casey moet alleen bekennen dat ze niets gezien heeft omdat ze op weg was naar de autoweg om er met Lisa vandoor te gaan. Ze gaat in plaats van Elaine de kinderen zoeken en vindt Leah omgeven door braaksel.
Elaine wil de tent openritsen om erin te kijken, maar schrikt op door gegil van Paulie. Hij zit op het klimrek en lijkt er niet vanaf te durven. Elaine wil hem naar beneden helpen klimt de ladder op, maar hij telkens net een stapje te ver achteruit. Wanneer ze bijna boven is, slaat ze door zijn gewiebel met het rek achterover en breekt ze haar scheenbeen tussen twee sporten. Casey komt teruggerend uit het bos, sleept haar moeder het glazen tuinhuisje in en barricadeert de deuren. Ze weet niet precies wat er aan de hand is, ze vertrouwt de kinderen niet. Chloe kijkt op dat moment in hun tent omdat het lichaam van Rob verdwenen is en daar een bloedspoor naartoe loopt. Binnen ligt Rob met een babypop die tot haar middel zijn ingewanden ingewerkt is. Paulie werkt zich het tuinhuisje in en loopt jammerend naar Elaine, maar steekt ineens een mes in de lucht. Casey trekt hem achteruit. Hij richt zich dan op haar, maar voordat Paulie kan toeslaan, trekt Elaine hem weer de andere kant op. Daardoor valt hij achterover een decimeters lange opstaande scherf van het gebroken glas in en wordt fataal gespiest. Chloe moet vluchten uit de tent omdat iemand die van buitenaf met een hark aan stukken aan het rijten is. Binnen in huis krijgen zij en Jonah van Elaine en Casey te horen wat er met Paulie is gebeurd. Elaine is verward. Chloe laat haar zus ter plekke vallen en wil haar kinderen in veiligheid brengen. Ze verdenkt Casey namelijk van alle onheil omdat die telkens in de beurt was. In de armen van Jonah doet Miranda zich inmiddels voor als aanhankelijk meisje, maar zij blijkt ook veranderd wanneer Chloe buiten Nicky en Leah vindt. Die lijken blij om hun moeder te zien, maar wanneer Miranda binnenshuis armbewegingen maakt, lopen de bewegingen van de kleuters buiten precies synchroon. Nicky trekt aan de oorbel van zijn moeder en fixeert zo haar hoofd. Leah steekt haar daarna een mes in het oog.
Casey valt binnen Miranda aan, maar wordt betrapt door Jonah. Die wordt woest. Hij pakt Miranda op, sluit Casey op in de slaapkamer en rijdt met zijn eigen dochter weg in de auto. Hij werpt Elaine nog toe dat ze het met haar gebroken been en haar dochter mag moet uitzoeken. In het voorbijgaan trekt Miranda de stokjes uit het verband dat Elaines beenbreuk spalkt. Elaine blijft met haar gebroken been alleen op de bank achter, terwijl Casey een trap hoger opgesloten zit in de slaapkamer en Nicky en Leah moordzuchtig en nog in de buurt zijn. Elaine worstelt zich naar boven, maar krijgt het slot op Caseys deur niet open. Wanneer Nicky en Leah met lege blikken voor haar neus komen staan, kan ze het niet over haar hart verkrijgen de kinderen iets aan te doen. Net voor Nicky toesteekt, breekt Casey niettemin door de deur en spiest Nicky op een houten punt. Ze sleept haar moeder mee naar de auto. Samen rijden ze weg, Leah in huis achterlatend. Na een stuk rijden zien ze Jonahs auto leeg tegen een boom staan. Casey stapt uit om te kijken en ziet dat er nabij een lichaam begraven ligt onder bebloede sneeuw. Terwijl ze daarnaar kijkt, komt Miranda plotseling aanstormen om Casey neer te steken. Elaine voorkomt dit door gas te geven en het meisje dood te rijden. Casey moet overgeven. Wanneer ze het bos inkijkt, staan daar ineens tientallen kleuters te staren. Leah heeft zich bij hen gevoegd. Casey rent de auto in en Elaine rijdt snel weg. Die ziet alleen niet dat Caseys blik begint te verstarren, omdat ze niet zomaar stond over te geven.

## Rolverdeling
- Eva Birthistle - Elaine ('Lainey')
- Stephen Campbell Moore - Jonah
- Jeremy Sheffield - Rob
- Rachel Shelley - Chloe
- Hannah Tointon - Casey
- Raffiella Brooks - Leah
- Jake Hathaway - Nicky
- William Howes - Paulie
- Eva Sayer - Miranda

## Achtergrond
De film werd wel met positieve reacties ontvangen door critici. Phelim O'Neill van The Guardian gaf in zijn beoordeling de film vier uit vijf sterren. Op Rotten Tomatoes gaf 73% van de recensenten de film een goede beoordeling.

## Prijzen en nominaties
- De productie werd genomineerd voor de prijs voor beste film op het Filmfestival van Sitges 2009.
- Datzelfde jaar won de film een speciale vermelding op het Fant-Asia Film Festival.